# 유수영
유수영(柳水永, 1981년 10월 23일~)은 대한민국의 사업가이다. 1997년 11월 28일 SM 엔터테인먼트 최초의 걸 그룹 S.E.S.의 멤버이자 예명인 슈로 데뷔하였다.

## 생애
1981년 10월 23일 가나가와현 요코하마시에서 태어났다. 재일 한국인이기에 한국인이지만 일본 영주권을 가지고 있다. 슈는 중학교 때부터 대한민국에서 외국인학교에 다녔다. 슈는 당시 한 연예기획사에서 계약서 없이 god의 손호영, 데니 안과 NRG의 김환성과 함께 혼성그룹 결성을 준비하던 연습생이었다. 슈는 롯데월드에 친구들과 놀러갔다가 SM엔터테인먼트 캐스팅 디렉터의 눈에 띄어 캐스팅 되었고 오디션을 거쳐 1세대 그룹 S.E.S 멤버로 합류해 1997년 데뷔하였다.
슈는 2009년 뮤지컬 《슈퍼몽키》의 여주인공 발탁되어 일본 니세이(日生)극장 공연을 예정중이었지만 남자주인공이던 와오 요우카카가 건강상의 문제로 하차하는 바람에 뮤지컬이 취소되었다. 슈는 뮤지컬 주최 측이 와오 요우카의 비중을 이유로 대역을 쓰는 것은 무리라고 판단하여 뮤지컬 공연이 취소된 것이다. 이 때문에 슈 역시 돌연 하차하였다.
2010년 1월 첫 솔로앨범 "Devote One;s Love"를 발매하고 타이틀곡 "자기밖에"로 활동을 하였다. 그후 10년후 2020년 일본에서 첫 디지털싱글 "I fonud love"를 발매하였다. 2018년 12월에는 외국에서 도박을 벌인 사건으로 인하여 조사를 받기도 했다.
슈는 2008년부터 인천 전자랜드 엘리펀츠 농구단 소속의 임효성 선수와 연애하였고, 슈와 임효성은 2010년 2월 24일 두 사람의 웨딩사진이 공개되었다. 슈는 2010년 4월 11일 임효성 선수와 결혼식을 올렸다. 2개월만인 슈는 6월 23일 장남 임유를 출산하였으며, 슈의 본명인 유수영의 성을 따서 이름을 지었다.(그이름은 임유이다.) 슈는 2013년 7월 2일 일란성 쌍둥이 딸 장녀 임라희, 차녀 임라율을 출산하였다. 슈는 2015년 SBS 《오! 마이 베이비》에 가족들이 함께 출연해 '라둥이'라는 애칭으로 불렸다.

## 활동

### 2014년~2015년: 광고 모델 활동
슈는 2014년 5월 한 방송에 출연해 보여준 제품들이 주부들 사이에서 큰 인기를 모으면서 매출이 150%나 상승하였다. 슈는 카시트, 전자파 차단 담요, 힙시트, 아기띠 등 주요 품목들이 매진 사례를 이루면서 광고계가 슈와 그 아이들을 주목하였다. 가습기, 액상분유, 샴푸 등 각종 CF를 섭렵하며 육아계의 완판녀로 떠올랐다. 슈는 애경 케라시스 네이처링 광고에 최초로 실제 세 자녀 아들(임유)과 일란성 쌍둥이 딸들과 함께 맘스랩 MV형식으로 출연하였다. 슈는 노바레보 미로 클린팟에 일란성 쌍둥이 딸들과 함께 단독으로 세 번째 출연하였다. 슈는 LG생활건강 베비언스에 일란성 쌍둥이 딸들과 함께 단독으로 두 번째 출연하였다. 슈는 교육부 보건복지부 아이행복카드 CF에 김소현, 강혜정과 함께 공동출연하였다. 슈는 SK브로드밴드 B TV CF에 일란성 쌍둥이 딸들과 함께 단독으로 네 번째 출연하였다.

### 2022년&2023년플렉스TV/유튜브
2022년 4월 25일, 인터넷 방송 플랫폼 플렉스TV로 복귀해 시청자들에게 많은 환영을 받았다. 방송 중 들어온 후원금은 모두 기부할 것이라고 밝혔다. 
2023년 2월 20일, 유튜버로 데뷔를 했다.

## 출연 방송
- 2000년 KBS 2TV 《TV는 사랑을 싣고》- 게스트 출연
- 2009년 O'live TV《리빙뷰티 유진의 메이크업 다이어리 시즌2》 - 게스트 출연
- 2009년 MBC 《놀러와》 - 게스트 출연
- 2009년 SBS 《강심장》 - 게스트 출연
- 2011년 KBS 2TV 《해피투게더》 - 운동선수 아내 특집》 - 게스트 출연
- 2012년 엠넷 《비틀즈 코드 2》 - 게스트 출연
- 2012년 채널A 《쇼킹》 - 게스트 출연
- 2013년 SBS 《자기야 - 백년손님》 게스트 출연
- 2014년 tvN 《고래전쟁》 - 게스트 출연
- 2014년 JTBC 《화끈한 가족》 - 게스트 출연
- 2014년 JTBC 《집밥의 여왕》 - 게스트 출연
- 2014년 KBS 2TV 《슈퍼맨이 돌아왔다》 - 게스트 출연
- 2014년 tvN 《현장토크쇼 택시》 - 게스트 출연
- 2014년 KBS 2TV 《가족의 품격 풀하우스》 - 게스트 출연
- 2014년 MBC 《추석특집 '남북한 화합 프로젝트 한솥밥'》 - 게스트 출연
- 2014년 MBC 《세바퀴 - 심은데 콩 난다 특집》 - 게스트 출연
- 2014년 KBS 2TV 《해피투게더 - 쌍둥이부모 특집》 - 게스트 출연
- 2014년 MBC 《무한도전 - 토요일 토요일은 가수다》 - 게스트 출연
- 2014년 KBS 2TV 《해피투게더 - 크리스마스 특집》 - 게스트 출연
- 2015년 SBS 《룸메이트 시즌2》 - 초대손님으로 출연
- 2015년 SBS 《힐링캠프》 - 게스트 출연
- 2015년 SBS 《오 마이 베이비》 - 고정 출연
- 2015년 SBS 《동상이몽, 괜찮아 괜찮아》 - 게스트 출연
- 2015년 MBC 《라디오스타》 - 게스트 출연
- 2015년 O'live TV 《아파타 셰프》 - 게스트 출연
- 2016년 MBC 《미스터리 음악쇼 복면가왕》 - 내 인생에 실패란 없다!(참가자)
- 2017년 MBC 《은밀하게 위대하게》 - 게스트 출연

## 출연 작품

### 연극 뮤지컬
- 2001년 연극 일본 후지TV, 관서TV 주최 《동아비련》 여주인공 발탁. 도쿄, 오사카 공연
- 2002년 연극 일본 후지TV, 관서TV 주최 《동아비련》 앵콜 공연
- 2002년 연극 《동아비련》 한국 공연
- 2005년 뮤지컬 《뱃보이》 - 쉘리 역 일본 5개도시 공연, 한국 대학로 신시뮤지컬극장 공연
- 2006년 뮤지컬 《뱃보이》 - 쉘리 역, 한국 앵콜 공연, 일본 7개도시 공연
- 2008년 뮤지컬 OBS 경인 TV, 극단 예일 주최 《백구》 - 백구 역
- 2007년 뮤지컬 《사랑은 비를 타고》 - 유미리 역
- 2007년 뮤지컬 일본 후지TV, 월트디즈니 주최 《하이스쿨 뮤지컬》 - 여주인공 테이라 역 발탁. 도쿄, 오사카 공연
- 2008년 뮤지컬 《사랑은 비를 타고》 - 유미리 역
- 2017년 5월 23일 ~ 2017년 7월 30일 연극 《스페셜 라이어》 동숭 아트센터 동숭홀 - 존의 부인 메리역

### 드라마
| 연도 | 방송사   | 제목                          | 역할   | 비고 |
| ---- | -------- | ----------------------------- | ------ | ---- |
| 2003 | SBS      | 스무살                        | 정수영 |      |
| 2008 | 수퍼액션 | 도시괴담 데자뷰 3 - 가짜 남편 | 김현아 |      |

### 영화
- 2008년 《잘못된 만남》 - 연희 역

### MC
- 2002년 SBS 《뷰티풀 선데이》
- 2002년 KBS 2TV 《뮤직뱅크》
- 2008년 올'리브 《키스 더 데이트》
- 2010년 MBC에브리원 《아내를 부탁해》
- 2011년 Food TV 《슈퍼 와이프》
- 2015년 MBC 《아프리카 어린이 돕기 희망의 손을 잡아주세요》

### MV
다른 가수 MV
- 2006년 바다 3집 《Find the way》
- 2006년 테이크 《한마디》

## 발매

### 저서
- 가와나 히데오의 저서 《채소의 진실》 - 한국어 번역[4]

### S.E.S.음반

#### 한국&일본솔로 음반
- 2010년 Shoo 1st Single - Devote One`s Love (대한민국)
- 2020년 10월 7일 shoo Japan Debut Single - I found love(한국어:사랑을찾았다)(일본)-MNL48의 영화 세기말 블루(セイキマツブルー) 타이업

#### 피처링 음반
- 2001년 유영진 - 3집 ...之愛 (대한민국)
- 2006년 간미연 1집- 그 앤 너에게 반하지 않았어 (대한민국)
- 2006년 소리(SoRi 1집- Oneday (대한민국)
- 2008년 쇼하우 - 1st Mini Album (대한민국)

#### 그외 음반
- 1999년 V.A - 사랑해 친구-댄스 (대한민국)
- 1999년 SM TOWN - Christmas In SMtown.com (대한민국)
- 2000년 SM TOWN - WINTER VACATION IN SMTOWN.COM (대한민국)
- 2001년 V.A - 수호천사 (대한민국)
- 2001년 V.A - Top & Top (Sm Vs. Jive) (대한민국)
- 2001년 V.A - SM Best Album 2 (대한민국)
- 2001년 V.A - 소유진의 Fandangoi (판당고) (대한민국)
- 2001년 SM TOWN - Winter Vacation In SMTOWN.com - Angel Eyes (대한민국)
- 2002년 SM TOWN - 2002 SUMMER VACATION in SMTOWN.COM (대한민국)
- 2002년 V.A - Groove Trax Vol. 1 (대한민국)
- 2002년 V.A - Ultra Dance Mix 2002 (대한민국)
- 2002년 V.A - 러브2 (박정철 송윤아 Love 2) (대한민국)
- 2003년 SM TOWN - 2003 Summer Vacation in SMTOWN.Com (대한민국)
- 2004년 SM TOWN - 2004 Summer Vacation In Smtown.com (대한민국)

## 명예 홍보 대사
- 2005년 자양사회복지관 홍보대사[5][6]
- 2015년 애니메이션 다이노 타임
- 2015년 한국콘텐츠진흥원 대한민국 정품 캐릭터 사랑 진짜 친구 캠페인
- 2015년 뇌수막염 예방백신의 홍보대사 (with 라희, 라율)
- 2016년 4월 6일 서울시 & 통합대한체육회 전국생활체육대축전 홍보대사 (with 임효성)[7][8]

## 광고 모델
- 2014 애경 <케라시스 네이쳐링 샴푸> TV CF
- 2014 LG생활건강 아기전문 브랜드 <베비언스> TV CF
- 2014 청소기 <Electrolux> 지면
- 2014 완전세척 가습기 <미로 클린팟> TV CF
- 2014~현재 모자 멀티샵 브랜드 <햇츠온 키즈> 전속 모델
- 2014 노바티스 백신 <Menveo> TV CF
- 2015 SK브로드밴드 <키즈존 할머니편> TV CF
- 2015 도심속 패밀리파크 <웅진플레이도시> TV CF
- 2015 한국인체조직기증지원본부 <인체조직기증> TV CF
- 2015 교육부, 보건복지부 공동 <아이행복카드> TV CF
- 2015 산업통산자원부 <안전특별법 캠페인> TV CF
- 2015 비엔디생활건강 <세제혁명> TV CF
- 2015 CJ제일제당 <백설 들기름> 지면
- 2015 알러지케어 침구 전문브랜드 <CLFU> TV CF
- 2015 유아전용 다기능 공부책상의자 <코로코로>
- 2015 평택시 농특산물 통합브랜드 <슈퍼오닝> TV CF
- 2015 쇼셜커머스 <쿠팡> TV CF
- 2015 서울특별시 수돗물 <아리수> 지면, TV CF
- 2015 에넥스 <마름 의류건조기>
- 2015 엘시스 <슈크림 파운데이션>

## 수상
| 연도               | 날짜     | 회차  | 주관 | 시상식             | 부문           | 작품 | 분류        | 방송 | 결과 | 출처         |
| ------------------ | -------- | ----- | ---- | ------------------ | -------------- | ---- | ----------- | ---- | ---- | ------------ |
| 2015년             | 7월 28일 | 제7회 | MTN  | 방송 광고 페스티벌 | CF 여자 스타상 |      | 연예 시상식 | 빈칸 | 수상 | [ 9 ] [ 10 ] |
| 총 수상 횟수 : 1회 |          |       |      |                    |                |      |             |      |      |              |